# Konrad Junghänel
Konrad Junghänel (* 27. Februar 1953 in Gütersloh) ist ein deutscher Lautenist und Dirigent.

## Leben und Wirken
Konrad Junghänel begann im Alter von 17 Jahren sein Studium an der Hochschule für Musik und Tanz Köln. Als 20-Jähriger begleitete er den Countertenor René Jacobs. Auch mit Alfred Deller arbeitete er zusammen.
Als Solist und Kammermusiker konzertierte er in Europa, Japan, Australien, Südamerika, Afrika und in den USA. Er musizierte gemeinsam mit den Ensembles Les Arts Florissants, La Petite Bande und Musica Antiqua Köln.
1987 gründete er das Ensemble Cantus Cölln, mit dem er mehr als 30 CDs einspielte. Mehrfach wirkte er als Dirigent bei den Innsbrucker Festwochen der Alten Musik.
Junghänel lehrt seit 1994 in Nachfolge seines Lehrers Michael Schäffer als Professor an der Hochschule für Musik Köln. Der 2005 von der opernwelt zum Sänger des Jahres gekürte Sänger Gerd Grochowski zählte zu seinen Schülern.
In der Spielzeit 2016/2017 dirigierte Junghänel mehrere Mozart-Opern, Die Zauberflöte, die Entführung aus dem Serail und Figaros Hochzeit  am Hessischen Staatstheater Wiesbaden. Sein letztes Konzert gab Junghänel mit Cantus Cölln im Rahmen des Festivals „Felix!“ – Festival für Originalklangmusik in der Kölner Philharmonie am 18. August 2022. Auf dem Programm standen sämtliche Motetten von Johann Sebastian Bach.
Junghänel ist mit der Sopranistin Johanna Koslowsky verheiratet.